# Ai Senshi Nicol
Ai Senshi Nicol (愛戦士ニコル, Ai Senshi Nicoru, lit. "Love Warrior Nicol") é um jogo eletrônico lançado pela Konami em 1987. Jogo semelhante ao Blaster Master.